# Первореченское
Первореченское — село в Динском районе Краснодарского края. Является административным центром Первореченского сельского поселения.

## География
Расположено в юго-восточной части Динского района в 10 километрах от центра станицы Динской и в 30 километрах восточнее города Краснодара, вдоль реки Кочеты-1.

### Улицы
| - ул. Береговая, - ул. Вишневая, - ул. Восточная, - ул. Дружбы, - ул. Зелёная, - ул. Казачья, - ул. Калинина, - ул. Кирпичная, - ул. Комсомольская, - ул. Короткая, - ул. Кочетинская | - ул. Красная, - ул. Кубанская, - ул. Ленина, - ул. Мира, - ул. Молодёжная, - ул. Набережная, - ул. Новая, - ул. Октябрьская, - ул. Парковая, - ул. Речная, | - ул. Российская, - ул. Садовая, - ул. Светлая, - ул. Советская, - ул. Солнечная, - ул. Степная, - ул. Суворова, - ул. Тополиная, - ул. Южная, - ул. Янтарная, - пер. Садовый, - пер.Безымянный-1, - пер.Безымянный-2. |

## История
Начинался как хутор, именовавшийся Первая Речка Кочеты, 1-я речка Кочеты, Кочеты Первая Речка.
В 1961 году Указом Президиума Верховного Совета РСФСР хутор Первая Речка Кочеты переименован в село Первореченское.

## Население
| 2002  | 2010  | 2012  | 2013  | 2014  | 2015  | 2016  |
| ----- | ----- | ----- | ----- | ----- | ----- | ----- |
| 2710  | ↘2676 | ↗2736 | ↗2772 | ↗2866 | ↗2955 | ↗3009 |
| 2017  | 2018  | 2019  | 2020  | 2021  | 2023  |       |
| ↗3067 | ↗3131 | ↗3175 | ↗3211 | ↗3528 | ↘3475 |       |